# Cortar por la línea de puntos
Cortar por la línea de puntos (en italiano, Strappare lungo i bordi) es una serie de televisión italiana de animación para adultos, escrita y dirigida por Zerocalcare para la plataforma digital Netflix. Consta de una sola temporada de seis capítulos, estrenada a nivel mundial el 17 de noviembre de 2021.

## Sinopsis
Zero es un dibujante treintañero de historietas que vive en Roma y tiene por subconsciente a un armadillo gigante que solo él puede ver. Al comienzo de la obra emprende un viaje a Biella con sus amigos, Sarah y Secco, mientras reflexiona sobre numerosos temas en los que siente haber fracasado. El más importante es su relación con una de sus mejores amigas, Alice, de quien estaba enamorado pero a la que nunca se declaró. De este modo, Zero intenta distraerse por todos los medios de lo que el armadillo quiere recordarle: la verdadera razón por la que el trío está viajando a Biella.

## Temática
Cortar por la línea de puntos es una obra con elementos autobiográficos protagonizada por Zerocalcare a través de un alter ego. Por otro lado, el armadillo representa su subconsciente y casi siempre refuerza los aspectos más negativos del dibujante.
La obra es una comedia dramática donde Zero cuenta distintas historias personales, desde un punto de vista crítico, que abordan aspectos como la complejidad de la vida adulta, la falta de oportunidades, la sensación de fracaso vital o la inseguridad emocional. Entre todas esas historias, con las que pretende distraerse durante el viaje, Zero profundiza en su relación con Alice. Ambos se conocieron cuando tenían 17 años y a pesar de que él siempre se había sentido atraído por ella, nunca se atrevió a declararse por miedo. Con el paso del tiempo sus vidas toman distintos caminos pero ambos conservan la amistad, incluso cuando ella se marcha de Roma para volver a casa de sus padres.
Las anécdotas que Zero cuenta sirven para construir tanto su personalidad como la del resto del elenco. A lo largo de la serie se alterna realidad con fantasía y hay numerosos guiños a la cultura popular, algo notable en las anécdotas y en los propios personajes. Por ejemplo, la madre de Zerocalcare es representada en pantalla como Lady Kluck, la gallina de la película Robin Hood.
Al final del quinto episodio se produce el giro argumental que explica la razón del viaje a Biella: los padres de Alice les han invitado al funeral de su hija, que se había suicidado al poco tiempo de volver a la casa de sus padres. Durante el funeral, todos los personajes reflexionan sobre el proceso de duelo, los múltiples factores que pudieron conducir a este trágico desenlace, y también conciencian al espectador sobre la prevención del suicidio.

## Producción

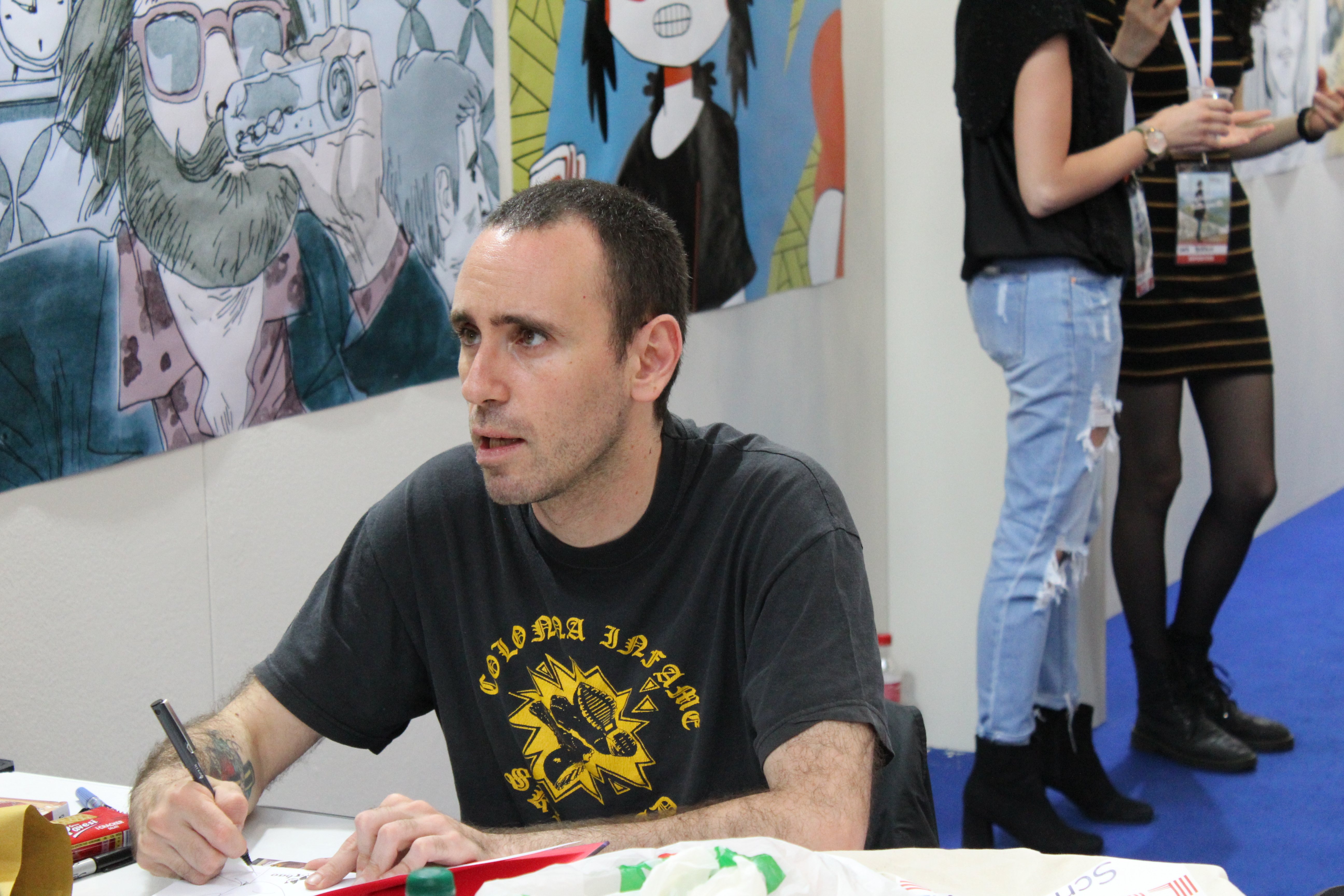
Zerocalcare durante una sesión de firmas (2018).

La producción de Cortar por la línea de puntos se hizo al completo en Italia y ha sido supervisada por Zerocalcare, quien también ha dirigido y escrito todos los capítulos. Previamente había hecho algunos cortometrajes experimentales, entre ellos la miniserie Rebibbia Quarantine (2020) para el programa de televisión Propaganda Live de La7. La serie ha sido producida por Movimenti Production en colaboración con la editorial Bao Publishing y el propio autor. La animación corrió a cargo de DogHead Animation, mientras que el estudio Rain Frog se ocupó del sonido bajo supervisión de Massimo Cherubin. El tema de apertura, Strappare lungo i bordi, es obra de Giancane.
El guion está basado en La profecía del armadillo, la novela gráfica con la que el autor se dio a conocer en el ámbito editorial en 2011, y que ya había sido adaptada al cine en 2018. Sin embargo, Zerocalcare reescribió la obra desde cero para adecuarla al ritmo de una serie de televisión y reforzar el mensaje con un guion actualizado.
El 21 de diciembre de 2020, Netflix confirmó el desarrollo de Cortar por la línea de puntos a través de un teaser en redes sociales. Casi un año después, el 8 de octubre de 2021, tanto el autor como la plataforma difundieron un tráiler y su fecha de salida, prevista para el 17 de noviembre del mismo año.
A raíz de su buena acogida por parte del público y de la crítica, Zerocalcare confirmó el 17 de noviembre de 2022 —coincidiendo con el primer aniversario— que estaba desarrollando una segunda serie para Netflix, Este mundo no me hará mala persona, con estreno previsto para el 9 de junio de 2023.

## Personajes
La siguiente lista solo recoge al elenco protagonista:
- Zerocalcare — también conocido como Zero, es el protagonista y narrador principal. A lo largo de la serie cuenta historias que sirven para conocerle tanto a él como al resto de personajes. En la obra se le representa como un dibujante de historietas de 37 años, ansioso por naturaleza, que tiende a sobrepensar en situaciones desfavorables o que no tiene bajo control. Su círculo de amistades se reduce a un grupo de amigos que conoce de la escuela primaria o del barrio romano de Rebibbia. Suele romper la cuarta pared y se dirige directamente a la audiencia, llegando a interrumpir sus flashbacks para aclarar o justificar sus propios errores.[3]
- Armadillo — representa el subconsciente de Zero y solo puede interactuar con él. Aunque se supone que representa la voz de la conciencia, cuestiona todo lo que Zero hace y tiende a darle consejos que refuerzan sus aspectos más negativos de una forma sarcástica y cruda.[5]
- Sarah — es la mejor amiga de Zero desde la escuela. Es una persona firme y directa que sueña con ser maestra, pero se ha visto obligada a hacer trabajos precarios mientras estudia para las oposiciones. Su franqueza la convierte en la mejor consejera de Zero.
- Secco — el otro amigo de Zerocalcare es un joven desempleado que dejó el instituto para convertirse en jugador de póquer en línea. Suele tener una actitud hastiada y aparentemente indiferente, y tiende a no vocalizar lo que dice.
- Alice — la otra chica que forma parte del círculo de Zero, y de la que estuvo enamorado desde el principio aunque nunca llegase a admitirlo. Natural de Biella, cuando tenía 17 años se marchó a Roma para estudiar en la universidad. Aunque su objetivo era convertirse en profesora, tuvo problemas personales y ante la falta de oportunidades lo dejó para regresar a casa de sus padres. A lo largo de la serie, Zero se convierte en su amigo y confidente, siendo la persona con la que quiere hablar cuando peor lo está pasando.[7]

## Doblaje
Al tratarse de una historia narrada en primera persona, Zerocalcare pone voz a todos los personajes excepto al armadillo, interpretado por Valerio Mastandrea. Ambos ya se conocían del rodaje de la película de La profecía del armadillo en 2018.
En la versión italiana se utilizan numerosas expresiones de dialecto romano. Cuando Zero tiene que hablar por otro personaje —como Sarah o Secco— simula su voz, y en el caso de Alice se le aplica un filtro robótico porque el protagonista dice que ya no recuerda como hablaba. El último episodio, que transcurre en tiempo real, es también el único donde los personajes secundarios tienen su propio actor de voz, dando a entender que lo que vemos en pantalla ya no son los recuerdos de Zero sino lo que está ocurriendo en ese mismo momento.
El doblaje en español se hizo en el estudio Best Digital de Madrid bajo la dirección de Eduardo Bosch, quien también interpreta a Zero; el armadillo cuenta con la voz de Roberto Encinas.

## Episodios
| N.º | Título | Dirigido por | Escrito por | Fecha de lanzamiento original |
| --- | ------ | ------------ | ----------- | ----------------------------- |
| 1 | —      | Zerocalcare  | Zerocalcare | 17 de noviembre de 2021       |
| Zero es un dibujante de cómics que imagina a su subconsciente como un armadillo. En este episodio presenta a sus mejores amigos, Sarah y Secco, y recuerda como conoció a su amiga Alice cuando tenían 17 años. |        |              |             |                               |
| 2 | —      | Zerocalcare  | Zerocalcare | 17 de noviembre de 2021       |
| Antes del viaje, Sarah y Zero se encuentran en el parque y toman un café para desayunar mientras recuerdan anécdotas de su infancia. De camino a casa de Secco, Zero sufre al ser incapaz de cambiar una rueda pinchada. |        |              |             |                               |
| 3 | —      | Zerocalcare  | Zerocalcare | 17 de noviembre de 2021       |
| Zero y Sarah se dirigen al apartamento de Secco para recogerle y emprender el viaje en tren a Biella. Zero recuerda su mala experiencia como profesor particular de niños, y también explica su obsesión por la puntualidad |        |              |             |                               |
| 4 | —      | Zerocalcare  | Zerocalcare | 17 de noviembre de 2021       |
| Durante el viaje, Zero cuenta sus problemas a la hora de conseguir trabajo y profundiza en su relación con Sarah, Secco y Alice. Al final del capítulo, el armadillo pide a Zero que deje de contar historias y enfrente la razón por la que todo el grupo está yendo a Biella, aunque el protagonista no se atreve a verbalizarlo. |        |              |             |                               |
| 5 | —      | Zerocalcare  | Zerocalcare | 17 de noviembre de 2021       |
| Zero recuerda las últimas citas que tuvo con Alice antes de que ella se marchara de Roma y se desvela su tormentosa vida personal, por lo que acude a su casa para darle apoyo emocional. El protagonista siente también que ha malgastado su vida después de encontrarse con una antigua alumna a la que dio clases particulares. Al llegar a Biella, Zero y sus amigos se alojan en casa de los padres de Alice y éstos les dan las gracias por haber aceptado asistir al funeral de Alice, desvelándose así la verdadera razón del viaje. |        |              |             |                               |
| 6 | —      | Zerocalcare  | Zerocalcare | 17 de noviembre de 2021       |
| En el funeral de Alice, se desvela que la mejor amiga de Zero se ha suicidado. El protagonista no sabe como afrontar el duelo mientras Sarah le explica que no puede tomárselo de forma personal. Todo ello le hace ver que la vida es mucho más compleja de lo que parece y no sigue una línea de puntos marcada. Los padres de Alice concluyen el funeral con un recuerdo de la vida de su hija. |        |              |             |                               |

## Recepción
Cortar por la línea de puntos se convirtió en la serie más vista de Netflix en Italia durante la semana del estreno, y se mantuvo en el Top 10 durante el resto de noviembre de 2021. Del mismo modo, tuvo buena acogida de la crítica por la forma en la que aborda los problemas cotidianos de la vida, así como por el retrato que hace de la generación millenial y con el que puede identificarse cualquier espectador. Por parte del público, en el sitio web español Filmaffinity tiene una nota media de 8,1 sobre 10, lo que la convierte en la segunda serie mejor valorada de 2021 por detrás de Arcane.
En España, la editorial Reservoir Books reeditó los títulos de Zerocalcare que había publicado en ese mercado: La profecía del armadillo (2016), Kobane Calling (2017) y Olvida mi nombre (2019), además de anunciar el lanzamiento de Esqueletos (2022). Zerocalcare acudió como invitado al Salón Internacional del Cómic de Barcelona en 2023.
En 2022, Cortar por la línea de puntos fue galardonada con el Nastro d'argento —otorgado por el sindicato de periodistas de cine— a la mejor serie del año. También recibió el «Premio Sergio Bonelli» en el festival italiano de animación Cartoons On The Bay, organizado por la RAI.